# Evandros Votsis
Evandros Votsis (griechisch Ευανδρος Βοτσης; * 14. April 1977) ist ein zypriotischer Badmintonspieler.

## Karriere
Evandros Votsis siegte 1993, 1994 und 1995 bei den Juniorenmeisterschaften in Zypern. 1993, 1996 und 1998 wurde er nationaler Titelträger bei den Erwachsenen. 1993 nahm er an der Badminton-Weltmeisterschaft teil. Im Jahr 2000 siegte er bei den griechischen Meisterschaften im Doppel mit Vasilios Velkos.

## Sportliche Erfolge
| Saison | Veranstaltung                              | Disziplin    | Platz | Name                                 |
| ------ | ------------------------------------------ | ------------ | ----- | ------------------------------------ |
| 1993   | Zypern: Einzelmeisterschaften der Junioren | Herrendoppel | 1     | Antonis C. Lazarou / Evandros Votsis |
| 1993   | Zypern: Einzelmeisterschaften              | Herrendoppel | 1     | Evandros Votsis / Antonis C. Lazarou |
| 1994   | Zypern: Einzelmeisterschaften der Junioren | Herrendoppel | 1     | Antonis C. Lazarou / Evandros Votsis |
| 1995   | Zypern: Einzelmeisterschaften der Junioren | Mixed        | 1     | Evandros Votsis / Dina Drakou        |
| 1995   | Zypern: Einzelmeisterschaften der Junioren | Herreneinzel | 1     | Evandros Votsis                      |
| 1995   | Zypern: Einzelmeisterschaften der Junioren | Herrendoppel | 1     | Evandros Votsis / Yiannis Costoudes  |
| 1996   | Zypern: Einzelmeisterschaften              | Mixed        | 1     | Evandros Votsis / Diana Knekna       |
| 1996   | Zypern: Einzelmeisterschaften              | Herrendoppel | 1     | Savvinos Iasonos / Evandros Votsis   |
| 1998   | Zypern: Einzelmeisterschaften              | Mixed        | 1     | Evandros Votsis / Diana Knekna       |
| 2000   | Griechenland: Einzelmeisterschaften        | Herrendoppel | 1     | Vasilios Velkos / Evandros Votsis    |